# Hermann Finke
Hermann Finke (* 12. November 1877 in Karlsruhe; † 8. Januar 1947 in Heidelberg) war ein deutscher Bibliothekar und Epigraphiker.

## Leben
Finke studierte nach dem Abitur in Karlsruhe 1897 an der Universität Heidelberg Klassische Philologie und Geschichte. 1904 wurde er bei Alfred von Domaszewski mit einer Arbeit zu Ammianus Marcellinus promoviert. Bereits seit 1900 arbeitete er an der Universitätsbibliothek Heidelberg, zunächst als Kustos, seit 1912 als Bibliothekar, seit 1922 als Oberbibliothekar. 1934 führte er kommissarisch die Geschäfte der Bibliothek, seit 1935 war er stellvertretender Direktor, von Ende 1945 bis zu seinem Tod 1947 war er erneut kommissarischer Direktor der Bibliothek und dazu des Universitätsarchivs.
In der Tradition seines Lehrers Domaszewski beschäftigte er sich wissenschaftlich mit den Inschriften aus den germanischen Provinzen des römischen Reiches und sorgte für die Nachträge des Corpus Inscriptionum Latinarum Band XIII. Im Januar 1934 wurde er zum ordentlichen Honorarprofessor für Epigraphik und Numismatik an der Universität Heidelberg ernannt, seit dem Sommersemester 1935 hielt er dort Übungen zur griechischen und lateinischen Epigraphik ab. Finke war korrespondierendes Mitglied des Deutschen Archäologischen Instituts.

## Veröffentlichungen (Auswahl)
- Ammianus Marcellinus und seine Quellen zur Geschichte der Römischen Republik. Dissertation, Heidelberg 1904.
- mit Alfred von Domaszewski: Neue Inschriften. In: Bericht über die Fortschritte der römisch-germanischen Forschung, 3, 1906/07, S. 54–120. 200–213.
- Neue Inschriften. Nachträge zu den neuen Inschriften. Register zu den neuen Inschriften nebst Nachträgen. In: Bericht der Römisch-Germanischen Kommission, 17, 1927, S. 1*–2*. 1–107. 198–231.